# Bir Tawil (album)
| Recensione       | Giudizio |
| ---------------- | -------- |
| Ondarock         | 8/10     |
| SentireAscoltare | 7,4/10   |
| Distorsioni      | 8/10     |

Bir Tawil è il settimo album da solista del rapper e cantautore italiano Dargen D'Amico, pubblicato il 4 dicembre 2020 dalla Giada Mesi Label e distribuito dalla Universal.

## Descrizione
Il titolo dell'album fa riferimento alla regione del Bir Tawil, un'area lungo il confine tra il Sudan e l'Egitto, non reclamata da nessuno dei due paesi.
L'album, interamente prodotto dallo stesso Dargen, è stato anticipato dai singoli La vocina nella testa, Abbastanza, Ma non era vero e Jacopo.
Il disco è stato distribuito in formato fisico in doppio vinile l'11 dicembre 2020, mentre in download digitale e in streaming è disponibile dal 4 dicembre 2020. Attraverso i canali social dell'artista è stato comunicato che non è prevista alcuna distribuzione in formato CD. È stato mixato da Marco Zangirolami al Noize Studio di San Giuliano Milanese. Invece, il mastering è avvenuto presso il Precise Mastering Ltd di Hawick, in Scozia.

## Tracce
Parole e musica di Jacopo Luca Matteo D'Amico.
Lato A
1. Monte – 3:55
2. Senza restare da soli – 4:05
3. Due gemelli – 3:16
4. La danza samba – 4:59
5. Ma non era vero – 3:48

Lato B
1. Dalla parte della legge – 5:25
2. Jacopo – 2:39
3. Abbastanza – 3:57
4. Boulevard Verona – 6:28

Lato C
1. Umanità – 3:30
2. La mamma del mio amico – 3:55
3. Non sono più innamorato – 13:07

Lato D
1. La vocina nella testa – 3:14
2. Vedova – 9:05
3. Internet è un virus – 4:26

## Formazione
Musicisti
- Dargen D'Amico – voce

Produzione
- Dargen D'Amico – produzione e arrangiamenti
- Marco Zangirolami – arrangiamenti e missaggio
- Sam John @ Precise Mastering Ltd, Hawick (UK) – mastering
- Studio Cirasa, Milano – artwork